# Ölürüm Sana
Ölürüm Sana (Олюрюм Сана; букв. «Я умру для тебя») — третий студийный альбом турецкого певца Таркана, вышедший в 1997 году.

## Об альбоме
Ölürüm Sana был записан в Стамбуле, на студии Истанбул Плак (İstanbul Plak).
Общее количество продаж составило 4,5 миллиона легальных копий, сделав этот альбом наиболее коммерчески успешным как в Турции, так и за её пределами. Из других стран наиболее популярным альбом был в России, странах СНГ и Восточной Европы (например, в Венгрии), а также в Германии, Франции и Бельгии. В англоязычных странах практически не раскручивался.

## Список композиций
- Ölürüm Sana, 1997[3]

1. Şımarık (3:55)
2. İkimizin Yerine (4:42)
3. Ölürüm Sana (4:05)
4. Salına Salına Sinsice (4:23)
5. Gecenin Ürkek Kanatlarında (3:56)
6. Kır Zincirlerini (Bu Gece) (5:23)
7. İnci Tanem (5:38)
8. Başına Bela Olurum (4:11)
9. Unut Beni (5:28)
10. Delikanlı Çağlarım (3:43)
11. Beni Anlama (5:21)